# 七言古詩
七言古詩，另稱作“七古”。是中國古代詩歌體裁的一種，詩體全篇每句七字或以七字句為主。
它起源於民謠。先秦時期除《詩經》、《楚辭》已有七言句式之外，荀子的《成相篇》就是摹仿民間歌謠寫成的以七言為主的雜言體韻文。西漢時期除《漢書》所載的《樓護歌》、《上郡歌》外，還有司馬相如的《凡將篇》、史游的《急就篇》等七言通俗韻文。
東漢七言、雜言民謠為數更多，如東漢末年的《小麥謠》、《城上烏》（司馬彪《續漢書．五行志》）、《桓靈時童謠》「舉秀才」（葛洪《抱朴子·審舉》）都是很生動、通俗流暢的七言和雜言民間作品。相傳漢武帝曾會聚群臣作柏梁臺七言聯句，但據後人考證，實係偽託，並不可靠。
魏曹丕的《燕歌行》是現存的第一首文人創作的完整七言詩。以後湯惠林、鮑照都有七言作品。鮑照的《擬行路難》18首，不僅在詩歌內容上有很大的擴展，同時還把原來七言詩的句句用韻變為隔句用韻和可以換韻，為七言體的發展開出了新路。
從梁至隋代七言體詩歌逐漸增多，至唐代七言詩才真正發達起來。七言詩的出現，為詩歌提供了一個新的、有更大容量的形式，豐富了中國古典詩歌的藝術表現力。

## 格律
七言古詩與七言絕句和打油詩的區別較為不同，其主要是不注重平仄對仗，全詩句均以韻律為主，因此格律較為自由。例如以項羽的《垓下歌》為例
力拔山兮氣蓋世，
時不利兮騅不逝。
騅不逝兮可奈何，
虞兮虞兮奈若何
而“逝”與“何”則是詩中的韵。